# Amastus drucei
Amastus drucei là một loài bướm đêm thuộc phân họ Arctiinae, họ Erebidae.